# Gopo 2023
A XVII-a ediție a Premiilor Gopo a avut loc la data de 25 aprilie 2023. 37 de lungmetraje românești lansate în cinematografe sau pe platforme video on demand în 2022 s-au regăsit pe lista propusă pentru nominalizările categoriei „Cel mai bun film”. Datorită numărului record de înscrieri de anul acesta, șase filme din această categorie s-au luptat pentru premiu.
Nominalizările la toate categoriile Premiilor Gopo 2023 au fost stabilite de un juriu de preselecție alcătuit din 11 profesioniști din domeniul cinematografic. Printre aceștia se numără criticii de film Ionuț Mareș, Cătălin Olaru și Dora Leu, regizorii Eugen Jebeleanu și Alexandru Mavrodineanu, actrița Cristina Flutur, directorul de imagine Alexandru Sterian, editorul Tudor Pojoni, scenografa Velica Panduru, producătoarea Iuliana Tarnovețchi și Ioana Florescu, coordonatoarea cinematografului Elvire Popesco din București.
După anunțul nominalizărilor, peste 700 de profesioniști activi din toate domeniile industriei de film românești au fost invitați să voteze pentru desemnarea câștigătorilor trofeelor Gopo 2023, prin intermediul unui mecanism de vot asigurat de prestigioasa firmă de audit și consultanță PWC România, cu care organizatorii Premiilor Gopo au un parteneriat încă din anul 2011.
Premiile Gopo 2023 sunt organizate de Asociația pentru Promovarea Filmului Românesc.

## Nominalizări și câștigători
| Cel mai bun film | Cel mai bun regizor |
| --- | --- |
| - Oameni de treabă – producători: Anamaria Antoci, Ana Voicu, Paul Negoescu, Poli Angelova - Crai nou – producători: Gabi Suciu, Robi Urs - Imaculat – producător: Marcian Lazăr - Metronom – producători: Cătălin Mitulescu, Viorel Chesaru, Ruxandra Slotea - Miracol – producători: Oana Iancu, Bogdan George Apetri - Pentru mine tu ești Ceaușescu – producători: Claudiu Mitcu, Robert Fița, Ioachim Stroe | - Paul Negoescu – Oameni de treabă - Alina Grigore – Crai nou - Monica Stan, George Chiper-Lillemark – Imaculat - Alexandru Belc – Metronom - Bogdan George Apetri – Miracol |
| Cel mai bun actor | Cea mai bună actriță |
| - Iulian Postelnicu – rolul Ilie din Oameni de treabă - Mircea Postelnicu – rolul Liviu din Crai nou - Șerban Lazarovici – rolul Sorin din Metronom - Emanuel Pârvu – rolul Marius Preda din Miracol - Bogdan Dumitrache – rolul Doru din Om câine | - Andreea Grămoșteanu – rolul Alina Moga din ＃dogpoopgirl - Mălina Manovici – rolul Ecaterina din Balaur - Ana Dumitrașcu – rolul Daria din Imaculat - Mara Bugarin – rolul Ana din Metronom - Ioana Bugarin – rolul Cristina Tofan din Miracol                                                  |
| Cel mai bun actor în rol secundar | Cea mai bună actriță în rol secundar |
| - Vasile Muraru – rolul Primarul Costică din Oameni de treabă - Sergiu Smerea – rolul Iuliu din Balaur - Vasile Pavel – rolul Spartac din Imaculat - Tudor Cucu-Dumitrescu – rolul Iulian din Marocco - Cezar Antal – rolul Batin din Miracol | - Ofelia Popii – rolul Nicoleta din Om câine - Ilona Brezoianu – rolul Channel din Imaculat - Emilia Popescu – rolul Dr. Avram din Marocco - Crina Semciuc – rolul Cristina din Oameni de treabă - Simona Popescu – rolul Simona din Om câine                                                     |
| Cel mai bun scenariu | Cea mai bună imagine |
| - Radu Romaniuc, Oana Tudor – Oameni de treabă - Octav Chelaru – Balaur - Monica Stan – Imaculat - Alexandru Belc – Metronom - Bogdan George Apetri – Miracol | - Tudor Vladimir Panduru – Metronom - Barbu Bălășoiu – Balaur - George Chiper-Lillemark – Imaculat - Oleg Mutu – Miracol - Ana Drăghici – Oameni de treabă |
| Cel mai bun montaj | Cel mai bun sunet |
| - Eugen Kelemen – Oameni de treabă - Dragoș Apetri – Balaur - Delia Oniga – Imaculat - Patricia Chelaru – Metronom - Ligia Popescu – Pentru mine tu ești Ceaușescu | - Sebastian Zsemlye – Spioni de ocazie - Johannes Doberenz, Sebastian Schmidt, Christoph Wieczorek – Balaur - Alexandru Dumitru, Răzvan Ionescu – Metronom - Mārtiņš Rozentals, Jiří Klenka, Karel ZámečnĺK – Miracol - Lars Wignell, Gustav Berger, Alexandru Dumitru, Boris Trayanov – Om câine |
| Cea mai bună muzică originală | Cele mai bune decoruri |
| - Alexander Bălănescu, Ada Milea – Insula - Martin Kohlstedt – Balaur - Marius Leftărache – Oameni de treabă - Matei Stratan – Spioni de ocazie - Vlaicu Golcea – Uneori ninge cu zăpadă, alteori cu întuneric | - Bogdan Ionescu – Metronom - Luana Georgiță, Victor Canache – Capra cu trei iezi - Ana Gabriela Lemnaru – Imaculat - Adrian Cristea – Pentru mine tu ești Ceaușescu - Raluca Pascu – Spioni de ocazie                                                                                            |
| Cele mai bune costume | Cel mai bun machiaj și cea mai bună coafură |
| - Ioana Covalcic – Metronom - Iolanda Mutu Jr. – Capra cu trei iezi - Ana Gabriela Lemnaru – Copacul dorințelor: Amintiri din copilărie - Nicoleta Cârnu – Spioni de ocazie - Luminița Crăciun – Uneori ninge cu zăpadă, alteori cu întuneric | - Irina Ianciuș, Marie-Pierre Hattabi – Metronom - Bistra Ketchidjieva – Căutătorul de vânt - Ayfer Cadâr, George Bogdan Negrișan – Crai nou - Bianca Boeroiu, Bogdan Lazăr – Miracol - Bistra Ketchidjieva, Andreea Lupu – Oameni de treabă                                                      |
| Debut regizoral | Cel mai bun film documentar |
| - Monica Stan, George Chiper-Lillemark – Imaculat - Andrei Huțuleac – ＃dogpoopgirl - Octav Chelaru – Balaur - Alina Grigore – Crai nou - Sebastian Mihăilescu – Pentru mine tu ești Ceaușescu | - Spioni de ocazie – producător: Tudor Giurgiu, regia: Oana Bujgoi Giurgiu - Apropierea – producător: Irina Malcea, regia: Botond Püsök - Pentru mine tu ești Ceaușescu – producător: Claudiu Mitcu, Robert Fița, Ioachim Stroe, regia: Sebastian Mihăilescu                                      |
| Cel mai bun scurtmetraj de ficțiune | Cel mai bun scurtmetraj de animație |
| - Vreau să sparg sera – producători: Ioana Bogdana, Andra Gheorghiu, regia: Teona Galgoțiu - Eu și sora mea – producător: Daniel Nuță, regia: Theodor Ioniță - Ńeale azbuirătoare – producători: Stere Gulea, Kristina Konrad, regia: Alexandra Gulea - Potemkiniștii – producător: Ada Solomon, regia: Radu Jude - Rutina de dimineață – regia: Robert Kocsis                                                   | - Viață de clovn – producător: Claudiu Mitcu, regia: Ioachim Stroe - Degete de sticlă – producător: Alina Gheorghe, regia: Alina Gheorghe - Sasha – producător: Ioana Lascăr, Radu Stancu, regia: Serghei Chiviriga                                                                               |
| Tânără speranță | Gopo pentru cel mai bun film european |
| - Ioana Chițu – rolul Irina din filmul Crai nou - Cristina Popa – montajul filmelor Casa noastră, Aurică, viață de câine și Prima aniversare a lui Arsenchik - Mișu Ionescu – imaginea filmelor Copacul dorințelor: Amintiri din copilărie și Teambuilding - Ilinca Neacșu – rolul Viki din filmul Crai nou - Ana Indricău – rolul Magda din filmul Marocco                                                      | - Vortex – regia: Gaspar Noé (Franța) - Alcarras – regia: Carla Simon (Spania) - L’événement – regia: Audrey Diwan (Franța) - Il buco – regia: Michelangelo Frammartino (Italia) - Les passagers de la nuit – regia: Mikhael Hers (Franța)                                                        |
| Gopo pentru premiul publicului | Premiul special |
| - Teambuilding – regia: Matei Dima, Cosmin Nedelcu și Alex Coteț (1.000.245 de spectatori și încasări de 23.575.202,23 de lei) | - Melania Oproiu, Nita Chivulescu și Mircea Ciocâltei |
| Gopo pentru întreaga activitate | Gopo pentru întreaga carieră |
| - Ioana Crăciunescu | - Mircea Andreescu |

## Filme cu multiple nominalizări
- Metronom  – 11
- Imaculat  – 10
- Oameni de treabă  – 10
- Miracol  – 9
- Balaur  – 8
- Crai nou  – 7
- Pentru mine tu ești Ceaușescu  – 5
- Spioni de ocazie  – 5

## Filme cu multiple premii
- Oameni de treabă  – 6
- Metronom  – 4
- Spioni de ocazie  – 2